# Vieille brune
 (mai 2021).
Si vous disposez d'ouvrages ou d'articles de référence ou si vous connaissez des sites web de qualité traitant du thème abordé ici, merci de compléter l'article en donnant les références utiles à sa vérifiabilité et en les liant à la section « Notes et références ».

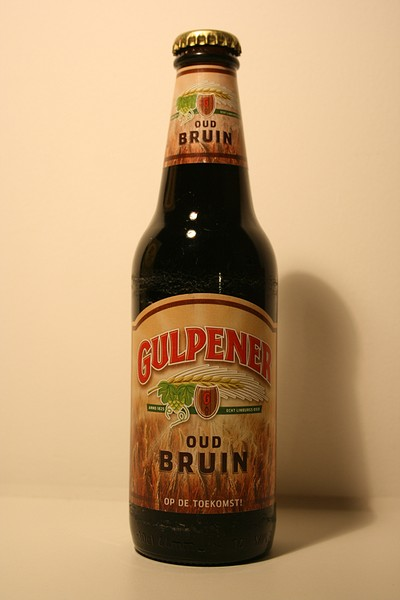
Bouteille de Gulpener oud Bruin (Pays-Bas).

Une vieille brune, ou oud bruin, est un type de bière belge de Flandre-Orientale, notamment autour d'Audenarde. Cette bière est de type ale à fermentation haute et est très proche de la bière rouge de Flandre-Occidentale, avec laquelle elle se confond par sa robe bordeaux, rubis ou rouge, mais diffère profondément des brunes hollandaises, qui sont des lagers foncées, comparables à des produits belges tels que la Piedbœuf (brassée par Jupiler ou le Faro (bière), brassé à Alken (dans le Limbourg belge).
Elle est élaborée à partir d'un mélange de bières jeune et vieille ainsi que de variétés particulières de malts, de houblons, de sucres (bruns et candis) et de levures. Toutefois, elle n'est pas toujours vieillie en fût de chêne, mais de cuivre.
Elle a un goût vineux et tannique, dont l'acidité est adoucie par l'eau de la région, peu calcaire mais riche en bicarbonate de soude. Parfois, un goût caramélisé ou sucré est très prononcé. Elle titre de 4 à 8 % d'alcool en volume.
Elle se marie très bien aux cerises krieks et entre parfois dans la composition de la bière kriek, telle que la Glühkriek, une bière servie chaude.
Ce type de bière se conserve très bien, au-delà de dix ou vingt ans. Par abus de langage, on qualifie parfois de « vieille brune » une bière foncée étant demeurée en cave pendant plus d'un an.